# Imboden (Arkansas)
Imboden é uma cidade  localizada no estado americano de Arkansas, no Condado de Lawrence.

## Demografia
Segundo o censo americano de 2000, a sua população era de 684 habitantes.
Em 2006, foi estimada uma população de 630, um decréscimo de 54 (-7.9%).

## Geografia
De acordo com o United States Census Bureau, a localidade tem uma área de 2,3 km², sem área coberta por água. Imboden localiza-se a aproximadamente 82 m acima do nível do mar.

## Localidades na vizinhança
O diagrama seguinte representa as localidades num raio de 24 km ao redor de Imboden.